# De Havilland Canada DHC-6 Twin Otter
De Havilland Canada DHC-6 Twin Otter — канадський універсальний літак короткого зльоту та посадки, розроблений компанією de Havilland Canada, і яка виробляла його з 1965 по 1988 рік. Viking Air придбала сертифікат типу і відновила виробництво в 2008 році. Стаціонарна триколісна ходова частина, можливості короткого зльоту та посадки, подвійні турбогвинтові двигуни та висока швидкість набору висоти зробили його успішним близькомагістальним авіалайнером на 18–20 пасажирів, а також літаком для вантажів і медичної евакуації. Крім того, Twin Otter користується популярністю серед комерційних стрибків з парашутом.

## Розробка

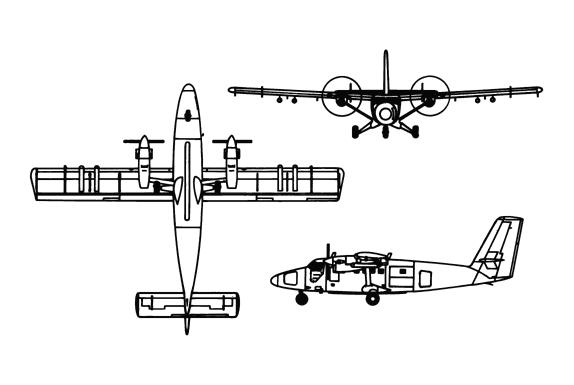
de Havilland Canada DHC-6 Twin Otter у трьох проєкціях

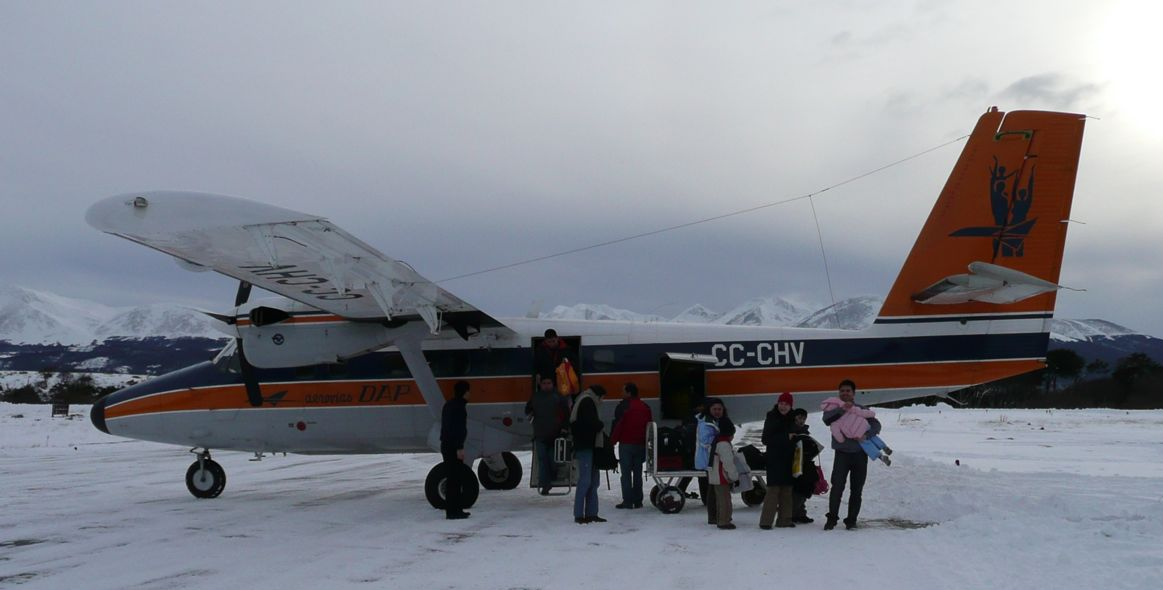
DHC-6-300 у Пуерто-Вільямсі

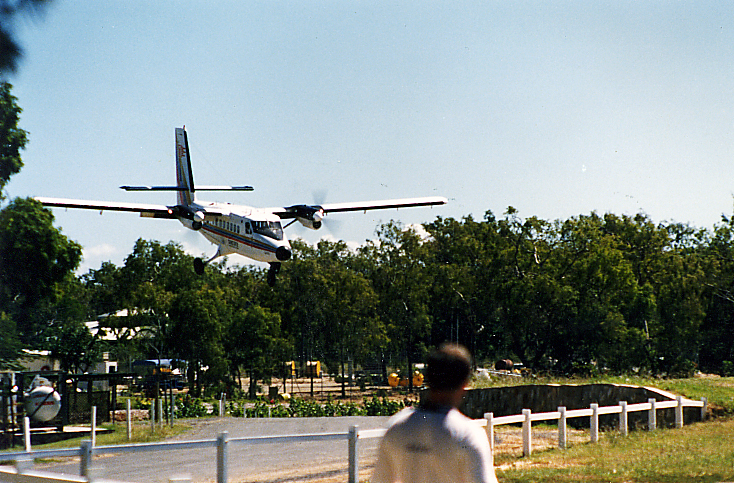
Twin Otter виконує захід на посадку в Квінсленді

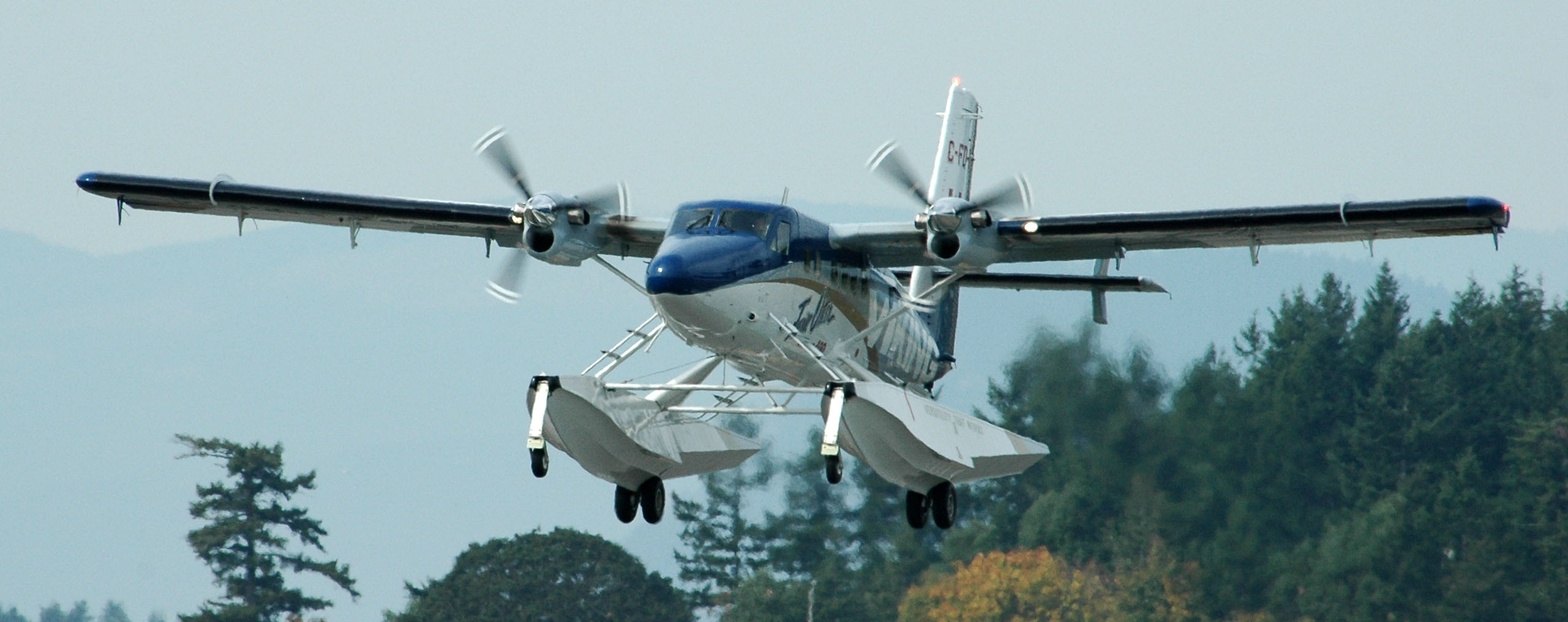
Перший політ серії 400 авіакомпанією Viking Air в аеропорту Вікторія, 1 жовтня 2008 р.

Розробка літака почалася в 1964 році, перший політ відбувся 20 травня 1965 року. Двомоторний замінник одномоторного DHC-3 Otter, який зберіг якості ЛСЗП DHC, його конструктивні особливості включали закрилки з подвійними прорізами та елерони, які працюють в унісон із закрилками для підвищення ефективності ЛСЗП. DHC-3 Otter з поршневим двигуном, заміненим двома двигунами PT6A-4 , вже літав у 1963 році. Він був значно модифікований для досліджень СЗП.
Перші шість випущених літаків отримали позначення серії 1, що вказувало на те, що вони були прототипами. Початковий випуск літаків серії 100 із серійними номерами від 7 до 115 включно. 1968 року почалося виробництво серії 200 з серійним номером 116. Зміни, внесені на початку виробництва серії 200, включали покращення характеристик СЗП, додавання довшої носової частини, яка була оснащена більшим багажним відділенням (за винятком літаків, обладнаних поплавцями), і встановлення більших дверей у задньому багажному відділенні. Всі літаки серії 1, 100 і 200 і їх варіанти (110, 210) були оснащені двигунами PT6A-20 потужністю 550 кінських сил.
У 1969 році була представлена серія 300, починаючи з серійного номера 231. Як характеристики літака, так і корисне навантаження були покращені завдяки встановленню потужніших двигунів PT6A-27 потужністю 680 к.с. Серія 300 виявилася найуспішнішим варіантом, було продано 614 літаків до того, як у 1988 році припинилося виробництво в Торонто компанією de Havilland Canada.

### Нове виробництво
Після завершення виробництва серії 300 обладнання, що залишилося, було придбане компанією Viking Air з Вікторії, Британська Колумбія, яка виробляє запасні частини для всіх знятих з виробництва літаків de Havilland Canada. 24 лютого 2006 року компанія Viking придбала у Bombardier Aerospace сертифікати типу на всі зняті з виробництва літаки de Havilland Canada (від DHC-1 до DHC-7). Володіння сертифікатами дає Viking ексклюзивне право на виробництво нових літаків.
17 липня 2006 року на авіасалоні у Фарнборо компанія Viking Air оголосила про свій намір запропонувати серію 400 Twin Otter. 2 квітня 2007 року компанія Viking оголосила, що з 27 замовленнями та опціонами в руках вона відновлює виробництво Twin Otter, оснащеного потужнішими двигунами Pratt & Whitney Canada PT6A-34. Станом на листопад 2007 року було прийнято 40 твердих замовлень і 10 варіантів, і було відкрито новий завод остаточного складання в Калгарі, Альберта. Швейцарська компанія Zimex Aviation отримала перший новий серійний літак із серійним номером 845 у липні 2010 року . До середини 2014 року компанія Viking побудувала 55 нових літаків на своєму заводі в Калгарі. Темпи виробництва станом на літо 2014 року становили близько 24 літаків на рік. У квітні 2015 року Viking оголосила про скорочення темпів виробництва до 18 літаків на рік.
Основні зміни, представлені серією 400, включають повністю інтегровану авіоніку Honeywell Primus Apex, видалення електричної системи змінного струму, видалення бета-системи резервного копіювання, модернізацію електричних систем і систем освітлення, а також використання композитів для ненесучих конструкцій, таких як двері.
100-й літак серії 400 Twin Otter (MSN 944) показали на EAA AirVenture Oshkosh у липні 2017 року. Наразі 38% експлуатуються як регіональні авіалайнери, 31% у військовій авіації або спеціальних місіях, 26% у промисловій підтримці та 5% у приватних чартерних авіаперевезеннях. Крім того, 70 літаків оснащені звичайними колесами шасі, 18 сконфігуровані як прямолітаки або гідролітаки-амфібії, 10 мають тундрові шини і 2 мають колісні лижі.
У 2019 році Viking почав виготовляти пластикові компоненти для Twin Otter за допомогою 3D-принтера, щоб зменшити вартість. У 2021 році ціна обладнаного літака становила 6,5 млн доларів.

## Оператори
Загалом у 2018 році авіакомпанії експлуатували 270 літаків Twin Otter, 14 було на замовленні, з них 111 у Північній/Південній Америці, 117 в Азіатсько-Тихоокеанському регіоні та на Близькому Сході (14 замовлень), 26 у Європі та 13 в Африці.

## Технічні характеристики
| Серія                         | 100                          | 300                                                        | 400                                                        |
| ----------------------------- | ---------------------------- | ---------------------------------------------------------- | ---------------------------------------------------------- |
| Екіпаж                        | 1–2                          | 1–2                                                        | 1–2                                                        |
| Сидінь                        | 20                           | 20                                                         | 19                                                         |
| Довжина                       | 15,09 м                      | 15,77 м                                                    | 15,77 м                                                    |
| Висота                        | 5,94 м                       | 5,94 м                                                     | 5,94 м                                                     |
| Крило                         | Розмах 19,81 м               | Розмах 19,81 м                                             | Розмах 19,81 м                                             |
| Порожня вага                  | 2653 кг                      | 3363 кг                                                    | 3221 кг                                                    |
| Максимальна злітна вага       | 4763 кг                      | 5670 кг                                                    | 5670 кг                                                    |
| Корисне навантаження          | 975 кг при дальності 1344 км | 1135 кг при дальності 1297 км 860 кг при дальності 1705 км | 1842 кг (при дальності 185 км 1375 кг при дальності 741 км |
| Ємність баків                 |                              |                                                            | 1466 л, 1175 кг                                            |
| Двигуни (×2)                  | P&WC PT6 A-20                | PT6A-27                                                    | PT6A-34                                                    |
| Потужність                    | 431 кВт / 578 к.с            | 460 кВт / 620 к.с                                          | 559 кВт / 750 к.с.                                         |
| Круїзна швидкість             | 297 км/год                   | 338 км/год                                                 | 337 км/год                                                 |
| Зліт до 50 футів              |                              |                                                            | 366 м                                                      |
| Посадка з 50 футів            |                              |                                                            | 320 м                                                      |
| Швидкість звалювання          | 105 км/год                   |                                                            |                                                            |
| Витривалість                  |                              |                                                            | 6,94 год                                                   |
| Практична стеля               | 7 620 м (25 000 футів)       | 7 620 м (25 000 футів)                                     | 7 620 м (25 000 футів)                                     |
| Скоропідйомність              |                              | 8,1 м/с                                                    | 8,1 м/с                                                    |
| Витрата палива при 270 км/год |                              |                                                            | 212 кг /год                                                |

## Аварії та інциденти
| Дата              | Рейс                        | Загинули. | Місце                                          | Подія | Вижили |
| ----------------- | --------------------------- | --------- | ---------------------------------------------- | --- | ------ |
| 23 листопада 1968 | Cable Commuter Airlines     | 9         | Санта-Ана, США                                 | Під час посадки в тумані зіткнувся зі стовпом освітлення.                                                                      |        |
| 29 червня 1972    | Air Wisconsin 671           | 5         | США,Вісконсин, озеро Віннебаго                 | Зіткнувся з літаком компанії NCA Convair 580, у якому перевувало 5 осіб. Усі загинули                                          |        |
| 5 січня 1975      | ВПС Аргентини               | 13        | Аргентина, Тукуман                             | Розбився у поганій погоді при відсутнсті польотного плану.                                                                     |        |
| 9 січня 1975      | Golden West Airlines 261    | 12        | США, Віттіер, Каліфорнія                       | Зіткнувся з Cessna 150, у якій загинуло двоє                                                                                   |        |
| 3 травня 1976     | демонстрація                | 11        | Замбія, авіабаза Монзе                         | Розбився при зльоті |        |
| 12 грудня 1976    | Allegheny Commuter 977      | 3         | США, Ерма, аеропорт Кейп Мей                   | Розбився біля ЗПС |        |
| 18 січня 1978     | Frontier Airlines           | 3         | США, Колорадо, Пуебло                          | Розбився під час тренувального польоту                                                                                         |        |
| 2 вересня 1978    | Airwest Airlines            | 11        | Канада, Британська Колумбія, Ванкувер          | Втрата контролю при наближенні внаслідок неспрацювання заржавілої тяги і нерозкритого закрилка                                 | 2      |
| 4 грудня 1978     | Rocky Mountain 217          | 2         | США, Колорадо                                  | Жорстке приземлення на сніг, сильне обледеніння та низхідні повітняні потоки в горах                                           |        |
| 30 травня 1979    | Downeast Flight 46          | 17        | США, Мен, Рокленд                              | Вилетів із Бостона, розбився за 1,2 милі від аеропорту Рокленда                                                                | 1      |
| 24 липня 1981     | Air Madagascar 112          | 19        | Мадагаскар, Мароанцетра                        | Зіткнення з горою під час контрольованого польоту в умовах туману                                                              |        |
| 31 липня 1981     | Panamanian AF FAP-205       | 7         | Панама, Провінція Кокле                        | Загинув президент Омар Торріхос, причина суперечлива                                                                           |        |
| 21 лютого 1982    | Pilgrim Airlines Flight 458 | 1         | США, Род-Айленд                                | Аварійне приземлення після того, як на борту почалася пожежа                                                                   | 10     |
| 11 березня 1982   | Widerøe Flight 933          | 15        | Баренцове море                                 | Розбися неподалік Ґамвіка, що у Норвегії                                                                                       |        |
| 18 червня 1986    | Grand Canyon Airlines 6     | 20        | США, Аризона, Великий Каньйон                  | Зіткнувся із Bell 206, у якому загинули пʼятеро                                                                                |        |
| 28 жовтня 1989    | Aloha Island Air 1712       | 20        | США, Гаваї, Молокаї                            | Розбився об гору при пільоті до аеропорту Гоолегуа.                                                                            |        |
| 12 квітня 1990    | Widerøe Flight 839          | 5         | Норвегія, за межами Верей                      | Врізався в океан через вітер                                                                                                   |        |
| 22 квітня 1992    | Perris Valley Aviation      | 16        | США, Каліфорнія, аеропорт Перріс Веллі         | Забруднення палива, втратив потужність і розбився неподалік зльтної смуги                                                      | 6      |
| 27 жовтня 1993    | Widerøe Flight 744          | 6         | Норвегія, на схід від Намсуса                  | Зіткнення із залісненим пагорбом під час контрольованого польоту вночі під час поганої погоди                                  | 13     |
| 17 грудня 1994    | Mission Aviation Fellowship | 28        | Папуа Нова Гвінея                              | Розбився на маршруті, врізавшись у гору заввишки 2000 м.                                                                       |        |
| 10 січня 1995     | Merpati Nusantara 6715      | 14        | Індонезія, Море Саву                           | Зник у погану погоду в польті з аеропорту Біма до Рутенга.                                                                     |        |
| 30 листопада 1996 | ACES Colombia               | 15        | Колумбія, біля Медельїна                       | Розбився за 8 км від аеропорту Медельїна                                                                                       |        |
| 7 січня 1997      | Polynesian Airlines 211     | 3         | Самоа, г. Ваеа                                 | Зіткнення з поверхнею під час контрольованого польоту в погану погоду при зверненні до Фалеоло на маршруті з Паго-Паго до Апії | 2      |
| 24 березня 2001   | Air Caraïbes                | 19        | Французькі Антильські Острови, Сен-Бартелемі   | Розбився біля аеропорту, також загинула одна людина на землі.                                                                  |        |
| 26 травень 2006   | Air São Tomé and Príncipe   | 4         | Бухта Анна Чавес, Сан-Томе                     | Єдиний літак авіалінії, номер реєстрації S9-BAL, розбився під час тренувального польоту.                                       |        |
| 9 серпня 2007     | Air Moorea Flight 1121      | 20        | Французька Полінезія, поблизу аеропорту Моореа | Прямував до Таїті, розбився невдовзі після зльоту                                                                              |        |
| 6 травня 2007     | French Air and Space Force  | 9         | Єгипет, Синайський півострів                   | Розбився під час підтримки багатонаціональних сил і спостерігачів                                                              |        |
| 8 жовтня 2008     | Yeti Airlines Flight 103    | 18        | Непал, аеропорт Лукла                          | Розбився при посадці | 1      |
| 2 серпня 2009     | Merpati Nusantara 9760      | 16        | Індонезія, поблизу Оксибіла                    | Розбився приблизно за 22 км на північ від Оксибіла.                                                                            |        |
| 11 серпня 2009    | Airlines PNG Flight 4684    | 13        | Папуа Нова Гвінея                              | Розбився об гору на маршруті з Порт-Морсбі до Кокоди.                                                                          |        |
| 15 грудня 2010    | Tara Air                    | 22        | Непал, ліс Біланду                             | [ 38 ] |        |
| 20 січня 2011     | ВПС Еквадору                | 6         | Еквадор, Ель-Капрічо                           | По дорозі з аеропорту міста Шелл до Тени                                                                                       |        |
| 22 вересня 2011   | Arctic Sunwest Charters     | 2         | Канада, Північно-Західні території, Єллоунайф  | Літак з поплавками розбився на вулиці, поранивши сімох.                                                                        |        |
| 23 січня 2013     | Kenn Borek Air              | 3         | Антарктида, гора Елізабет                      | Літак із лижами загубився на маршруті з Піденного полюса до затоки Терра Нова.                                                 |        |
| 10 жовтня 2013    | MASwings Flight 3002        | 2         | Малайзія, аеропорт Кудат                       | Розбився при приземленні | 14     |
| 16 лютого 2014    | Nepal Airlines              | 18        | Непал, район Аргаханчі                         | На маршруті з Покхари до Джумли.                                                                                               |        |
| 20 вересня 2014   | Hevilift                    | 4         | Нова Гвінея, біля Порт-Морсбі                  | Розбився при посадці | 5      |
| 2 жовтня 2015     | Aviastar 7503               | 10        | Індонезія, Луву                                | Пілот відхилився від маршруту до Макасара                                                                                      |        |
| 24 лютого 2016    | Tara Air Flight 193         | 23        | Непал, Покхара                                 | Розбився після зльоту |        |
| 30 серпня 2018    | ВПС Ефіопії                 | 18        | Ефіопія, поблизу Моджо                         | Вилетів з Дире-Дауа, розбився у місці під назвою Наннауа                                                                       |        |
| 18 вересня 2019   | PT Carpediem Aviasi Mandiri | 4         | Індонезія, провінція Папуа                     | Вилетів з Тіміки, розбився в окрузі Хоея                                                                                       |        |
| 29 травня 2022    | Tara Air Flight 197         | 22        | Округ Мустанг, Непал                           | Розбився | 0      |